# ハリー・ポッターと秘密の部屋
『ハリー・ポッターと秘密の部屋』（ハリー・ポッターとひみつのへや、原題: Harry Potter and the Chamber of Secrets）は、イギリスの作家、J・K・ローリングが1998年に発表した、ファンタジー小説『ハリー・ポッター』シリーズの第2巻。同じ題名で2002年に映画化されている。
ホグワーツ魔法魔術学校の2年生となったハリー・ポッターが、親友とともにホグワーツ城で起こった「秘密の部屋」事件を解決するまでの1年間を描く。

## あらすじ
夏休み、ハリー・ポッターは唯一の身寄りであるダーズリー家へ帰省していた。初めての友人もできて、夢のようだったホグワーツ魔法魔術学校での生活を中断されていたハリーのもとに、ドビーと名乗る屋敷しもべ妖精が現れ、ハリーに「ホグワーツに戻ってはならない」と警告する。だがそれを拒否したハリーのまえで、ドビーはケーキに浮遊術の魔法をかけて来客者の頭上に落下させ、これをハリーの仕業と見せかける。マグルのまえで魔法を使ったこととなったハリーに対し、魔法省は規定に違反したとして警告する。ダーズリー一家の怒りに触れたハリーは部屋に監禁されるが、親友のロン・ウィーズリーとその兄フレッドとジョージに空飛ぶ車（フォード・アングリア）で救出され、ウィーズリー家へと向かう。
ウィーズリー家の暖炉から、新しい教科書を購入するためにダイアゴン横丁へ向かおうとするが、ハリーは発音がうまくいかず失敗し、「夜の闇（ノクターン）横丁」へ迷い込む。そこへ現れたホグワーツの森番、ルビウス・ハグリッドに救出され、ダイアゴン横丁で親友のハーマイオニー・グレンジャーとも再会する。書店ではハンサムな魔法使い、ギルデロイ・ロックハートのサイン会が行なわれていて、ロックハートはハリーを見つけては彼と一緒に「日刊予言者新聞」の記者に写真を撮らせ、教科書に指定されている7冊の自伝すべてを贈られる。その後、一行はスリザリン寮生のドラコ・マルフォイと、その父でホグワーツの理事を務めるルシウスと出会う。犬猿の仲であるロンの父アーサーとルシウスは殴り合いの喧嘩に発展するが、ハグリッドに制止される。
新学期、キングス・クロス駅の9と3/4番線へ繋がる壁をなぜか通り抜けられなかったハリーとロンはホグワーツ特急に乗り遅れ、空飛ぶフォード・アングリアでホグワーツへ向かう。車はホグワーツの敷地内にある暴れ柳に激突し、そのためにロンの杖は折れ、車はふたりを降ろして禁じられた森へ走り去る。なんとかホグワーツに辿り着いたハリーとロンだったが、途中でマグルに空を飛んでいるところを見られたことで罰則を受け、ロンは母親からの吼えメールでさんざん叱られ、杖は折れたものをそのまま使用しなければいけなくなる。
ハロウィン当日、管理人アーガス・フィルチの猫であるミセス・ノリスが石になる事件が起こる。その後、マグル出身者の生徒が石にされる事件が立て続けに発生し、伝説と化していた「秘密の部屋」が「スリザリンの継承者」の手で開かれたのではないか、という疑惑がホグワーツ城内に広まる。ハリー、ロン、ハーマイオニーの3人は、ドラコ・マルフォイが「スリザリンの継承者」ではないかと考え、飲めば姿を変えられるポリジュース薬を作り、マルフォイの取り巻きに化けて話を聞きだそうと計画する。
「秘密の部屋」の話題でもちきりになっていたある日、ロックハートの提案で「決闘クラブ」が開催される。このクラブにて、ハリーが蛇語を話せることが明らかになる。サラザール・スリザリンは蛇語に長けていたことで知られており、これを契機に、城内ではハリーが「継承者」ではないかという噂が広まる。ハリー、ロン、ハーマイオニーの3人はクリスマス休暇を利用してマルフォイに探りを入れるが、結局マルフォイが「継承者」ではないことが判明する。
クリスマス休暇が明けたある日、ハリーは3階の女子トイレで黒く古い日記帳を見つける。その日記帳には「T・M・リドル」という人物の記憶が残されていて、それを見たハリーは50年前にも起きた「秘密の部屋」事件の概要を知る。しかし後日、グリフィンドールの談話室から何者かに日記を盗まれ、さらに出場予定だったクィディッチの試合が中止となり、ハーマイオニーと別の女子生徒が襲われる事件が発生する。前回の事件時の被疑者だと言われているハグリッドは、魔法大臣とアルバス・ダンブルドアから魔法界の刑務所「アズカバン」へ送ることを告げられる。さらにはダンブルドアが校長を停職させられる事態になり、城内はさらなる不安に駆られる。ハグリッドから話を聞こうとその場に居合わせたハリーとロンは、透明マントで隠れながらハグリッドが去り際に残した言葉をもとに「禁じられた森」に向かい、ハグリッドに育てられた大蜘蛛アクロマンチュラのアラゴグから話を聞く。そこから、ふたりは3階の女子トイレで知り合ったゴースト「嘆きのマートル」が前回の事件の犠牲者だったのではないかと推測し、彼女から話を聞こうとする。
期末試験の3日前、ふたりは機会を得てマートルを訪ねようとするが、副校長のミネルバ・マクゴナガルに見つかる。しかしハリーが「ハーマイオニーを見舞おうとした」と機転を効かせたために処罰を免れ、ふたりはハーマイオニーを見舞う。見ると、石になっている彼女が小さな紙切れを握っていることに気付く。そこには「スリザリンの怪物」の正体が記されていた。これを見たふたりは、今までの事実がすべて整合性を持つことに気づき、寮監であるマクゴナガルに話そうと職員室へ向かう。そのとき、城内にマクゴナガルの声で「生徒は全員寮に待機、教授は2階廊下へ集合」するよう放送が流れる。教授一同は遅れてやってきたロックハートに「スリザリンの怪物」の対応を一任するが、盗み聞きしていたハリーとロンは、ロンの妹であるジニー・ウィーズリーが連れ去られたと知り愕然とする。
ハリーとロンは、ロックハートが教授たちから「スリザリンの怪物」退治を任されていたことを思い出し、そのもとを訪ねる。ロックハートは忘却術で他人の功績を横取りしていたにすぎなかったが、一緒に「秘密の部屋」へ連れて行くことにする。マートルを訪ねた一行は彼女から死んだときの話を聞き、「秘密の部屋」へ続くトンネルの入り口がマートルの棲む3階の女子トイレにあることを知り、「秘密の部屋」に乗り込む。途中、トンネル内部で戻りたいロックハートとのあいだで小競り合いになり、ロックハートがロンの折れた杖を奪って魔法を使い、自身の記憶をなくす事態になる。その際トンネルが崩れ、ハリーはロンとロックハートを残してひとりで「秘密の部屋」へ向かう。
「秘密の部屋」で横たわっているジニーを見つけたハリーは、そこに50年前の生徒である16歳のT・M・リドルがいるのを見て驚く。リドルは自分が50年前の記憶であり、一連の事件はすべてジニーを操って実行させたもので、自分はジニーの魂で復活するのだと告げ、さらにみずからの正体が学生時代のヴォルデモート卿だと明かす。思い悩むハリーに、リドルは「スリザリンの怪物」バジリスクをけしかけ、始末させようとする。窮地に陥ったハリーのところへダンブルドアの校長室にいる不死鳥のフォークスが飛んできて、「組分け帽子」を渡す。ハリーは帽子から「グリフィンドールの剣」を取り出してバジリスクを倒し、その牙を使って日記を破壊することでリドルを消滅させる。
その後、ルシウスはハリーによって今回の「秘密の部屋」事件がすべて自身の陰謀であったことを暴かれ、学校の理事を解任される。ドビーはハリーの手によってマルフォイ家から「解雇」され、自由なしもべ妖精となる。記憶をなくしたロックハートはホグワーツを去り、ハーマイオニーをはじめ石にされた生徒たちもみな回復し、ホグワーツはふたたび平和を取り戻す。

## 出版と評判

### 制作
ローリングは『ハリー・ポッターと賢者の石』で高まった期待に応えられないことを心配し、『ハリー・ポッターと秘密の部屋』を完成させるのは難しいと感じた。予定通りブルームスベリー社に原稿を提出した後、彼女は原稿を持ち帰り、6週間掛けて修正した。
本書の初期の原稿では、幽霊のほとんど首無しニックが、自分の状態と知られざる死の状況を説明する自作の歌を歌っていた。これは本書の編集者がその詩に関心がなかったため切り捨てられたが、その後J.K.ローリングの公式サイトで追加として公開された。ディーン・トーマスの家族の背景が削除されたのは、ローリングと出版社が「不必要な余談」と考えたためで、ローリングはネビル・ロングボトム自身の発見の旅を「中心となる話の筋にとって、より重要」と考えた。

### 出版
『ハリー・ポッターと秘密の部屋』は英国では1998年7月2日、米国では1999年6月2日に出版された。ジョン・グリシャム、トム・クランシー、およびテリー・プラチェットなどの人気作家を抑えて、すぐに英国のベストセラーリストで1位を獲得し、ローリングはBritish Book Awards Children's Book of the Yearを2年連続で受賞した最初の作家となった。1999年6月には、『ニューヨーク・タイムズ』をはじめ、米国の3つのベストセラーリストのトップに躍り出た。
初版にはいくつかの誤りがあったが、その後の再版で修正された。当初ダンブルドアは、ヴォルデモートはサラザール・スリザリンの「最後に残った子孫」ではなく「最後に残った先祖」だと言っていた。ギルデロイ・ロックハートの狼男に関する本は、あるときは『Weekends with Werewolves』（狼男との週末）、後半では『Wanderings with Werewolves』（狼男との放浪）と題されている。

### 批評家の反応
『ハリー・ポッターと秘密の部屋』はほぼ普遍的な高い評価を受けた。『タイムズ』紙では、Deborah Loudonが「大人になっても読み返される」児童書と述べ、「力強い筋書き、魅力的な登場人物、優れたジョーク、物語から自然に流れ出る道徳的なメッセージ」を強調した。。ファンタジー作家のチャールズ・デ・リントもこれに同意し、シリーズ物の中では珍しいことに、『ハリー・ポッター』の2作目は『ハリー・ポッターと賢者の石』と同等の出来栄えであると認めた。Thomas Wagnerは、学校の地下に隠された秘密を探すということを根拠に、第1作とよく似た筋書きだと見なした。しかし同氏は、ギルデロイ・ロックハートを取り巻く有名人とそのファンのパロディを楽しみ、本書の人種差別の扱いに同意した。Tammy Nezolは、特にハリーが情報をダンブルドアに隠した後のハリーと友人たちの軽率な行動や、石化を治す薬を作るために使われるマンドレイクの人間のような動きに、前作よりも不安を感じたことに気づいた。それでもなお、彼女は1作目と同じくらい2作目の物語は楽しめると認めた。
Mary Stuartは、秘密の部屋でのトム・リドルとの最後の戦いは、スティーヴン・キングの作品とほとんど同じくらい恐ろしく、幼い子供や臆病な子供には強すぎるかもしれないと考えた。しかし、彼女は「普通なら、もっと小さな本5冊分を埋めるくらい十分な驚きと想像力に富んだあらゆる点が盛り込まれている」とコメントしている。他の批評家と同様に、本書は子供と大人の両方の読者に満足させられると思った。Philip Nelによると、初期の批評では純粋に称賛されていたのに対し、後期の批評では批判も含まれていた。しかし、それでもやはり本書が極めて優れているということで意見が一致していたという。
全7巻が出版された後に執筆したGraeme Davisは、『ハリー・ポッターと秘密の部屋』をシリーズ中で最も弱い作品とみなし、話の筋の構成が『ハリー・ポッターと賢者の石』とほぼ同じであることを認めた。同氏は、フォークスがハリーに剣で武装させ、そして傷ついた彼を治すために登場したことをデウス・エクス・マキナであると記した。彼は、フォークスがどうやってハリーの居場所を知ったのか本書では説明されていないとし、フォークスの登場するタイミングも極めて正確でなければならないと述べた。到着が早ければ恐らくバジリスクとの戦いを妨げただろうし、到着が遅ければハリーとジニーにとって致命的になったからである。

### 受賞歴および表彰歴
ローリングの『ハリー・ポッターと秘密の部屋』は数種の賞を受賞した。アメリカ図書館協会は、この小説を『2000 Notable Children's Books』と、『Best Books for Young Adults』に挙げている。1999年、Booklistは『ハリー・ポッターと秘密の部屋』をEditors' Choices（編集者が選ぶ作品）の1つ、そして『Top Ten Fantasy Novels for Youth』（青少年向けファンタジー小説のトップテン）の1つに指名している。Cooperative Children's Book Centerは、この小説をCCBC Choice of 2000の『Fiction for Children』部門に選出した。またこの小説は、British Book AwardのChildren's Book of the Yearを受賞し、また1998年には1998 Guardian Children's Awardと1998 Carnegie Awardの最終選考にも残った。
『ハリー・ポッターと秘密の部屋』は1998年のNestlé Smarties Book Prizeの9才から11才部門で金賞を受賞した。ローリングは『ハリー・ポッターと賢者の石』と『ハリー・ポッターとアズカバンの囚人』でも他に2つのNestlé Smarties Book Prizesを受賞している。スコットランド芸術評議会は1999年に初のChildren's Book Awardをこの小説に授与し、2001年にはWhitaker's Platinum Book Awardも授与した。2003年には、この小説はBBCの調査「ザ・ビッグ・リード」で23位にランクインした。

## メインテーマ
『ハリー・ポッターと秘密の部屋』では、第1作目で始まった、その人らしさを作っているのは何か、ということを考え続けている。『ハリー・ポッターと秘密の部屋』では、ハリーのアイデンティティーは生まれつきのものというより彼の決断によって形作られていると同時に、自分の本当の人となりを隠そうとする対照的な人物を登場させた。Tammy Nezolが言うように、ギルデロイ・ロックハートは魅力的な嘘つきにすぎないため、「本当のアイデンティティーを欠いている」。リドルもまた、「二人とも混血で、孤児で、マグルに育てられた。偉大なるスリザリン自身以来、ホグワーツに来たパーセルマウスはおそらく2人だけだろう。」と2人の共通点を指摘することで、自分自身を理解しようとするハリーの努力を複雑にする。
階級への反発、死とその影響、青年期の経験、犠牲、愛、友情、忠誠心、偏見、人種差別がシリーズの変わらぬテーマとなっている。『ハリー・ポッターと秘密の部屋』では、ハリーの他の人に対する思いやりと敬意は、身分が低く、人間ではないドビーや幽霊の「ほとんど首無しニック」にまで広がっている。Marguerite Krauseによれば、この小説の中で成し遂げたことは、生まれつきの才能よりも、創意工夫や多大な努力によるところが大きいという。
マーケット大学准教授であるEdward Duffyは、『秘密の部屋』の中心人物の1つは、（トム・リドルの計画したとおりジニー・ウィーズリーを支配する）トム・リドルの魔法をかけられた日記であると言う。Duffyは、ローリングがこれについて、下心のある情報源からの情報を受動的に消費することに対する警告を意図したものであると示唆した。Bronwyn WilliamsとAmy Zengerは、この日記をインスタントメッセージやチャットルームのシステムのようなものと考えているが、著者を偽装できる書き言葉に頼りすぎることの危険性については同意しており、面白い例としてロックハートの自己宣伝本に光を当てている。
この小説では、不道徳と権威の否定的な描写が重要なテーマである。Marguerite Krauseは、ハリー・ポッターの世界には絶対的な道徳的な規則がほとんどないと述べている。例えば、ハリーは真実を話すことを好むが、競争相手のドラコ・マルフォイのように、必要と考えたときにはいつでも嘘をつく。『ハリー・ポッターと秘密の部屋』の最後で、ダンブルドアはこれ以上校則を破ったらハリー、ロン、ハーマイオニーを罰するという約束を撤回し（マクゴナガル先生は彼らが校則を100以上破ったと見積もっていたにもかかわらずである）、「秘密の部屋」の脅威を終わらせた彼らに惜しみなく褒美を与えた。さらにKrauseは、権威者や政治制度はローリングからほとんど尊敬されていないと述べている。オーストラリアのクイーンズランド州にあるグリフィス大学のWilliam MacNeilは、魔法大臣は凡庸な人物として描かれていると述べている。Ken Jacobsonは『Harry Potter and the Secular City』という彼の記事の中で、魔法省が全体として官僚的な帝国の絡み合いとして描かれていることを示唆し、「魔法省の役人は些細なこと（例えば、大釜の厚さの標準化など）に忙殺され、「非魔法社会の者」（マグルのこと）や「記憶修正」（魔法による洗脳のこと）のように政治的に正しい婉曲語句を作っている。」と言っている。
この小説は1992年に始まることを暗に示している。「ほとんど首無しニック」の500回目の命日のパーティーのケーキには「Sir Nicholas De Mimsy Porpington died 31 October 1492」（ニコラス・ド・ミムジー・ポーピントン卿 1492年10月31日没）という言葉が刻まれている。

### 『ハリー・ポッターと謎のプリンス』との関連
『秘密の部屋』はシリーズ6作目の『ハリー・ポッターと謎のプリンス』と多くの関連性がある。実のところ、『謎のプリンス』は『秘密の部屋』の仮題であったし、ローリングによると、当初は2作目で「決定的な情報」を提示するつもりだったが、最終的には「この情報の相応しい居場所は6作目だ」と感じたという。『謎のプリンス』で重要な役割を果たす物の一部は、『秘密の部屋』で初めて登場する。「ボージン・アンド・バークス」で販売されている「輝きの手」と「オパールのネックレス」、「ポルターガイストのピーブズ」によって破損したホグワーツの「姿をくらますキャビネット棚」、そして後に「分霊箱」であることが示される『トム・リドルの日記』である。加えて、この2つの小説は、ハリーとジニー・ウィーズリーの関係に最も焦点を当てている。

## 日本語訳における問題
日本語訳された際、先天性疾患（口唇口蓋裂）に対する差別的表現があったと指摘され、第66刷以降は該当部分を削除している。

## ゲーム
2002年11月23日には同タイトルのPlayStation 2版、PlayStation版、ニンテンドー ゲームキューブ版、ゲームボーイアドバンス版、Windows版のゲームソフトが発売された。メーカーはエレクトロニック・アーツ。PlayStation版はアルゴノートゲームスが開発。シリーズの映画化にあわせて廉価版も出ている。アクション・アドベンチャー。ゲーム版の担当声優は映画の吹き替え版とは異なるが、中には映画の吹き替え版に出演した声優がゲーム版では別のキャラクターを演じているパターンもある。
『秘密の部屋』の映画を題材にしたトレーディングカードも、カードゲームではないが作成されている。
- 日本語版キャスト（声の出演）
  - ハリー・ポッター - 矢島晶子
  - ロン・ウィーズリー - 渕崎ゆり子
  - ハーマイオニー・グレンジャー - 深見梨加
  - アルバス・ダンブルドア校長 - 大木民夫
  - ミネルバ・マクゴナガル先生 - 弥永和子
  - セブルス・スネイプ先生 - 茶風林
  - ギルデロイ・ロックハート先生 - 山寺宏一
  - ルビウス・ハグリッド - 玄田哲章
  - フィリウス・フリットウィック先生 - 緒方賢一
  - マダム・フーチ先生 - 谷育子
  - ドラコ・マルフォイ - 木内レイコ
  - 組分け帽子 - 水内清光
  - フレッド・ウィーズリー - 本田貴子
  - ジョージ・ウィーズリー - 本田貴子
  - ジニー・ウィーズリー - 石田未来
  - モリー・ウィーズリー - 野沢由香里
  - リー・ジョーダン - 亀井芳子
  - コリン・クリービー - 有川まと
  - ピーブス - 辻親八
  - オリバー・ウッド - 石田彰
  - ルシウス・マルフォイ - 大塚芳忠
  - 嘆きのマートル - かないみか
  - トム・マールヴォロ・リドル - えなりかずき
  - ヴォルデモート卿 - 大塚芳忠
  - バジリスク - 大塚芳忠
  - ナレーション - 青野武
  - その他 - 古田信幸、定岡小百合、河原木志穂、小尾元政、松本美和、宮下富三子、宮田幸季、竹田雅則、斎賀みつき、山本泰輔、坪井智浩、滝知史